# Bibliothèque municipale d'Hämeenlinna
La bibliothèque municipale d'Hämeenlinna (finnois : Hämeenlinnan kaupunginkirjasto) est un réseau de bibliothèques à Hämeenlinna en Finlande.
La bibliothèque principale est située à Lukiokatu 2 dans le quartier de Koilliskulma,

## Présentation
Le réseau de la bibliothèque municipale comprend :
- Bibliothèque principale (Lukiokatu 2, 13100 Hämeenlinna)
- Bibliothèque de Nummi (Kylätie 24, 13500 Hämeenlinna),
- Bibliothèque de Hauho (Punnanmäentie 18, 14700 Hämeenlinna),
- Bibliothèque de Kalvola (Sauvalanaukio 4, 14500 Iittala),
- Bibliothèque de Renko (Rengonraitti 7, 14300 Renko),
- Bibliothèque de Tuulos (Pannujärventie 10, 14820 Tuulos),
- Bibliothèque de Lammi (Linjatie 12, 16900 Lammi).

En plus, la bibliothèque dispose de deux bibliothèques mobiles qui visitent les écoles et les jardins d'enfants pendant la journée et les banlieues et les zones peu peuplées le soir.
La bibliothèque maintient également les bases de données collaboratives Lydia et Häme-Wiki, qui publient des connaissances concernant Hämeenlinna et le Häme.

## Histoire

### De l'école du dimanche à l'église militaire

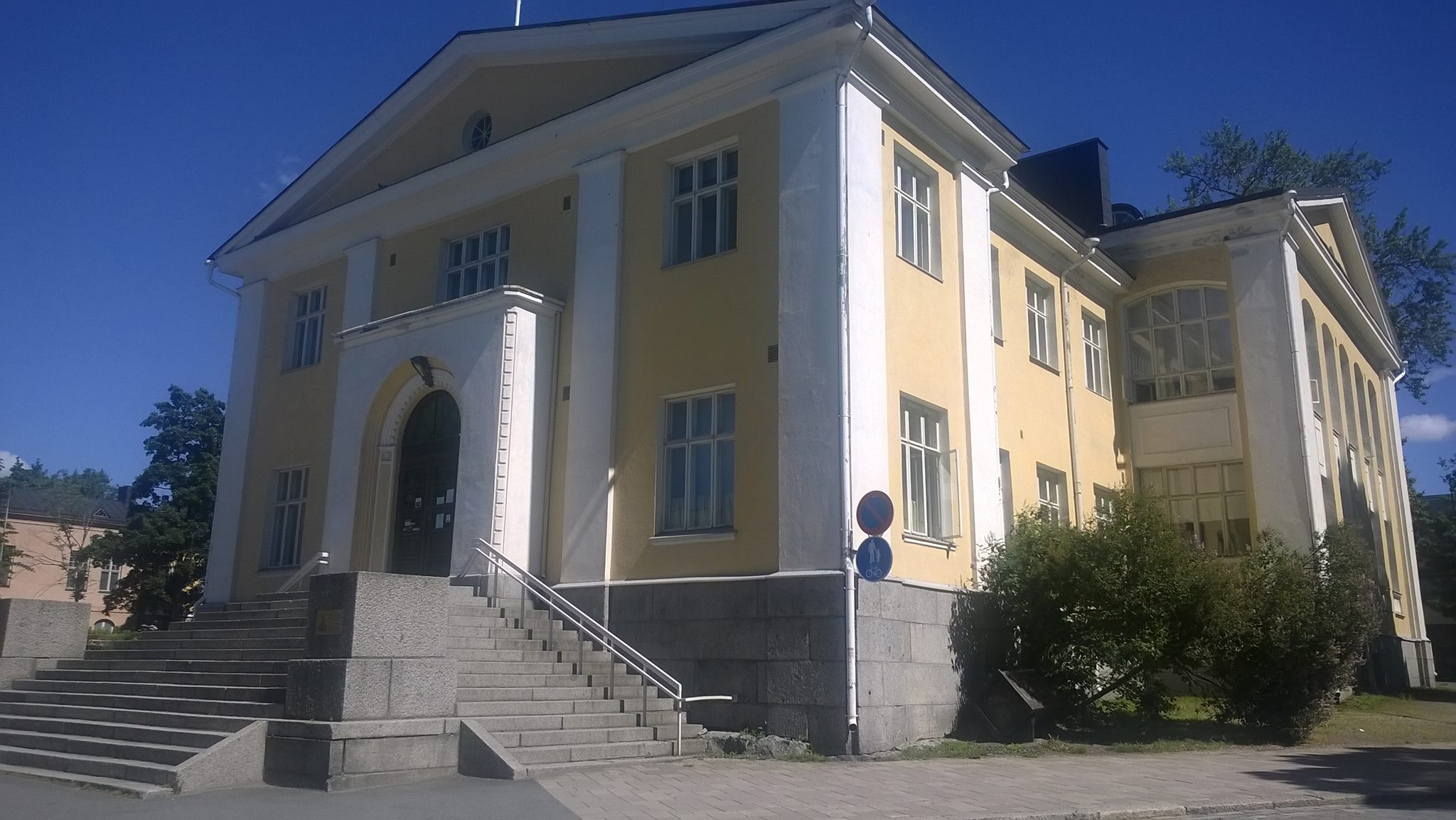
Le batiment de l'ancienne église de la garnison russe.

La bibliothèque est fondée, le 1er mai 1861, le recteur Gustaf Erik Eurén (fi). 
La bibliothèque ouvre au printemps de 1861 dans un bâtiment de l'école du dimanche appartenant à l'association Rouvasseura au 35, rue Birger Jaarlin katu. 
Au départ, 250 livres sont mis à disposition du public, le nombre passe à 795 en un mois. 
La bibliothèque est dirigée par Eva Perden pour un salaire annuel de 12 roubles.
Au coin de la rue Birger Jaarl et de Saaristenkatu, une nouvelle école primaire est achevée en 1884, où la bibliothèque et la salle de lecture fonctionneront jusqu'en 1898. 
En 1905, la bibliothèque et la salle de lecture sont détachées de l'école primaire et devient une structure indépendante financée par la ville.
La bibliothèque a fonctionné dans plusieurs endroits différents jusqu'à ce qu'en 1924 elle emménage dans le bâtiment de l'ancienne église orthodoxe de la garnison russe. 
L'église de la garnison a été construite en 1898 sur un terrain appartenant à la ville appelé Pikkutori. 
La bibliothèque y a fonctionné des années 1920 aux années 1980. 

### La bibliothèque principale

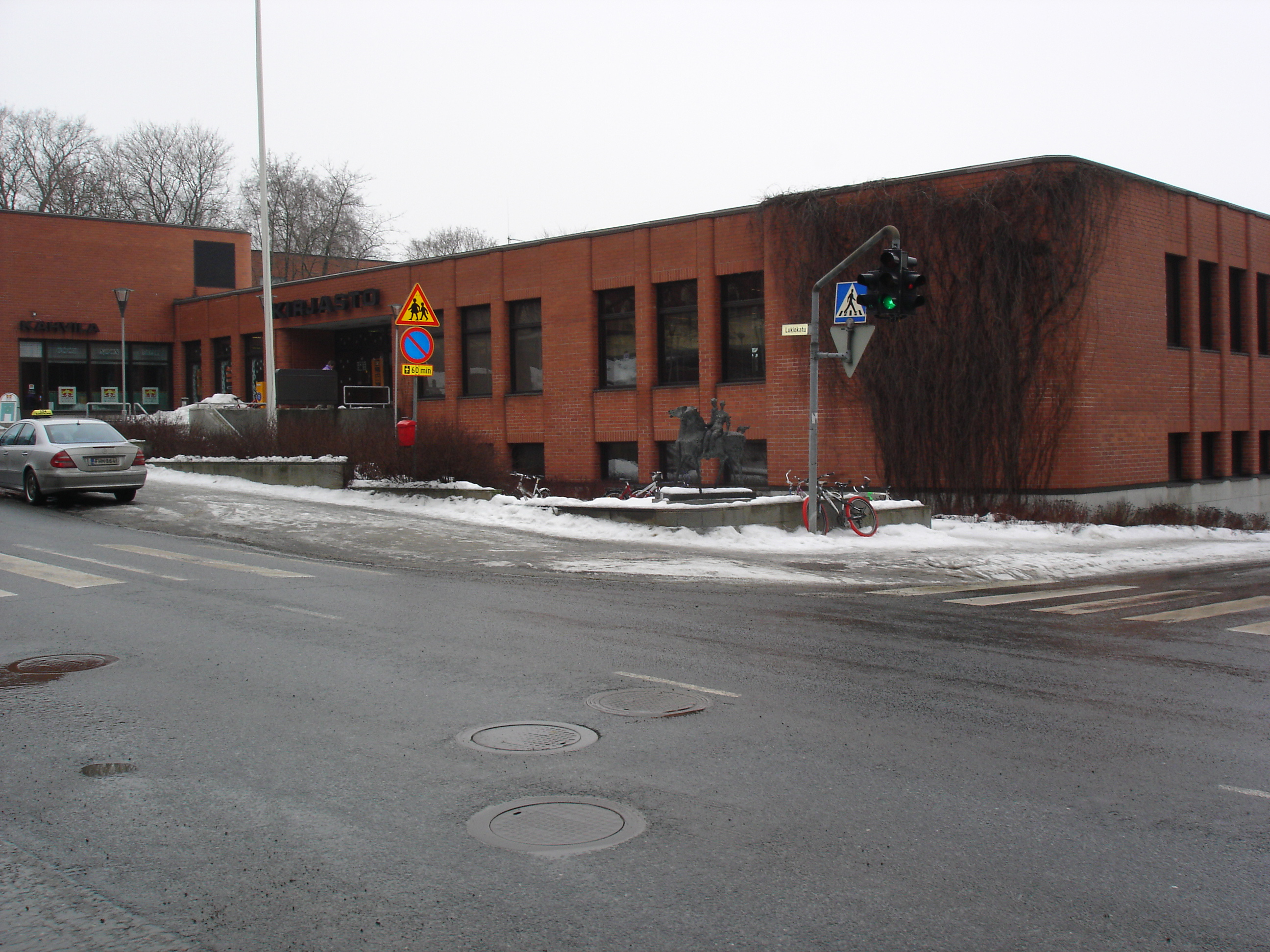
La bibliothèque principale en 2007.

Le bâtiment de la bibliothèque principale, conçu par l'architecte Heikki Aitola, est construit sur les rives du lac Vanajavesi en 1983.
L'édifice de trois étages est bâti sur un terrain à flanc de colline. 
De grandes fenêtres au nord s'ouvrent sur le paysage culturel du château médiéval du Häme. 
Le bâtiment de la bibliothèque a une surface utile de 5 590 m2. 
Devant la bibliothèque se trouve la statue en bronze de Kullervo sculptée par Nina Terno, .